# Madalena de Jolda
Madalena de Jolda ist ein Ort und eine ehemalige Gemeinde (Freguesia) im nordportugiesischen Kreis Arcos de Valdevez. In der Gemeinde lebten 347 Einwohner (Stand 30. Juni 2011).
Am 29. September 2013 wurden die Gemeinden Jolda (Madalena) und Rio Cabrão zur neuen Gemeinde União das Freguesias de Jolda (Madalena) e Rio Cabrão zusammengefasst. Jolda (Madalena) ist Sitz dieser neu gebildeten Gemeinde.